# 三河县 (河北省)
三河县，中国旧县名，今河北省廊坊市下属三河市的前身。
唐朝开元四年（716年），始置三河县。其后归属、辖区多有变化。清朝和民国时的三河县辖区含有今北京市顺义区、平谷区部分。中华人民共和国建立后，多次调整辖区。1952年，三河县与香河县之间的大厂地区新设三河县大厂回族自治区（今大厂回族自治县）:17。1993年，撤县设市，是为三河市。

## 唐朝始置、县名来源
东汉起，其地为潞县。唐朝武德二年（619年），以幽州析置玄州。以玄州潞县东部地区置临泃县，以县治濒临泃河得名。貞觀元年（627年），玄州并入幽州，临泃县复入潞县。开元四年（716年），以幽州潞县东部置三河县。
历代文献均记载三河县因境内有三条河流而得名，但具体河流有异议。明朝《大明一統志》、清朝《日下旧闻考》均称三河县“以地近七渡、鲍邱、泃河三水而得名”。清朝《畿辅通志》、康熙十二年（1673年）《三河县志》则称三河“以地近洳河、泃河、鲍邱河三水而得名”。民国二十四年（1935）《三河县新志》称城东之河为七渡河、南门外红娘港称为泃河。
当代考证，洳河三河县城东段又称七渡，亦称错河，临近一村曰错桥。南门外红娘港是泃河支流的一个俗名，“红娘港”一名，相传因鲤鱼精――红娘子而得。

## 唐朝至清朝
唐朝开元四年（716年），始置三河县。开元十八年（730年），幽州析置蓟州，三河县改隶之。
五代十国初期，三河县属后梁。乾化元年（911年），劉守光僭称燕帝，三河县属燕国蓟州。李存勖灭燕国和后梁，后建立后唐。后唐建立后，三河县仍属蓟州。后晋天福元年（936年），石敬瑭割燕雲十六州予契丹，三河县随之入契丹，属蓟州尚武军。辽朝开泰元年（1012年），三河县属南京道幽都府蓟州。后，幽都府改为析津府，三河县仍隶于蓟州。
金灭辽之前的北宋宣和四年（1122年）十二月，金军攻克辽南京（今北京市），三河县随之属金朝。宣和五年（1123年），因金宋联合攻辽，金朝以燕京六州还宋，三河县随薊州归宋，属燕山府路。宣和七年（1125年），复为金地。金朝天德三年（1151年），升潞县为通州，三河县隶之。贞元元年（1153年），燕京改为中都路，置大兴府，三河县随之属大兴府通州。
金朝贞祐（1215年）五月，成吉思汗攻克金中都（今北京市），三河县始为蒙古（元朝）属地。元朝中统元年（1260年），三河县隶于中书省。至元二十一年（1284年），置大都路总管府，三河属直隶中书省大都路通州。
明朝洪武元年（1368年）八月，改大都路为北平府。十月，属山东行省。洪武二年（1369年）三月，改属北平。洪武十年（1377年）二月，省平谷县入三河县。洪武十三年（1380年）十一月，复设平谷县。
永乐元年（1403年）正月，改北平府为順天府，为首都，称北京。永乐十九年（1421年）正月，永乐迁都北京，改北京为京师。三河县属京师顺天府通州。1981年6月，三河县对全县三百八十六个自然村进行的地名普查。普查发现，全县约百分之四十的村庄是明朝初年随明成祖朱棣扫北和山西、山东等地移民而建立的村庄:1。
清朝沿袭明制，三河县属直隶省顺天府通州，隶通永道。雍正四年（1726年），以通永道专司河务，通州、三河等州县一并改属霸昌道。雍正十二年（1734年），复归通永道。县西北盤龍山有行宫，乾隆十九年（1754年）移大新庄行宫。有馬坊鎮。縣驛一。三河县考评：衝，繁，難。

## 中华民国大陆时期

### 中华民国初年
中华民国初年，全国废府。1914年，順天府改为京兆地方，三河县隶之。民国初期，三河县燕郊、半壁店、小胡庄划入相邻的通县:12。
國民革命軍北伐后的1928年，撤销京兆地方，辖县改属河北省，三河县随之隶属河北省。

### 抗日战争期间
1935年11月25日，日本扶持的冀東防共自治政府在通县成立，三河县为其下辖的二十二县之一。1938年至1945年8月间，三河县设有伪县政府，隶伪河北省政府，属冀东道。
1938年7月6日，中国共产党领导的冀东大暴动爆发。为适应抗日战争需要，中国共产党在三河县境内逐步建立起抗日联合县的人民政权。
1940年4月至10月，今三河市市域部分村庄隶属于蓟平密联合县三河特别区。1940年秋，晋察冀边区建立蓟宝三联合县，隶属于晋察冀边区第十三行政督察专员公署（习称冀东十三专署）。
1942年秋，今三河市市域分属平三密联合县、蓟宝三联合县。1943年底，平三密联合县改称的平三蓟联合县隶属于冀热辽行署第一专署。
1945年1月，今三河市市域分属于平三蓟、三通顺、三通香等联合县，隶于冀热辽区行署第十四专署。

### 第二次国共内战期间
1945年8月，日本投降，河北省光复。
1946年1月，中共政权撤销各联合县，三河县属冀东区行政公署第十四专署。同年9月5日，国军占领三河县，其政区属國民政府河北省通县专署。1947年，中華民國內政部编撰的《中華民國行政區域簡表》中，三河县县域面积约为584.77平方公里，人口289057人:112。
1947年春，冀热辽解放区改称冀察热辽解放区，划属为东北解放区的一部分。5月1日，冀东区行政公署划归东北行政委员会领导，三河县仍属冀东区行政公署第十四专署。
1948年9月初，中国人民解放军华北野战军四纵十旅和四十二团奉命攻打三河县县城。冀东地区一部主力部队，以及三河县、蓟县、平谷县、香河县、宝坻县、顺义县地方武装在外围配合，投入十数倍于三河县守军的总兵力。9月7日凌晨5时，解放军打响战斗，至9月8日拂晓，攻破全城。而解放军在12月攻打通县县城——通州城时，并无战斗、直接进城。故产生“铁打的三河，纸糊的通州”一说。

## 中华人民共和国时期
1949年8月，河北省人民政府正式成立。河北省以十四专署、十五署各一部，设立通县专区，三河县隶之:12。
1952年10月7日，河北省人民政府决定，以三河县、香河县两县之间的回族聚居的大厂一带设立三河县大厂回族自治区:17。1952年后，三河县下属的李遂镇、杨镇、张镇划归北京市顺义区，马坊镇、大兴庄镇、峪口镇划归北京市平谷区。
1955年，以三河县大厂回族自治区设立大厂回族自治县。3月3日，国务院全体会议第六次会议通过相关决定。以三河县一、二、三、四、五区的七个：祁各庄乡、邵府乡、大东关乡、河西营乡、窄坡乡、双臼乡、陈府乡和另外四个村，以及香河县冯滦庄乡为大厂回族自治县的行政区域:17。此次共从三河县划出六十五个自然村。
1958年3月7日，国务院第72次国务会议决定，撤销通县专区，三河县等辖县划入唐山专区。4月1日，通县专区停止对外办公。同年12月20日，撤销三河县建制，与大厂回族自治县一同并入蓟县。1960年4月2日 ，撤销唐山专区，所属各县划归唐山市。4月21日，蓟县改隶天津市:13。
1961年7月，天津市所辖蓟县（含三河县）、宝坻县等县划归天津专区。1962年6月1日，经国务院第116次全体会议决定，恢复三河县建制:13，仍隶天津专区。截至1962年末，三河县与邻近县市共划入76个村街，划出264个村街。
1967年11月，天津专区改为天津地區。1973年12月，天津地区改称廊坊地区。1988年9月，中国国务院批准，廊坊地区改为廊坊市（地级）。
1993年4月，三河县撤县设市，县级三河市仍属廊坊市。